# Temporada 1960-1961 del Club Joventut Badalona
La temporada 1960-1961 va ser la 22a temporada en actiu del Club Joventut Badalona des que va començar a competir de manera oficial. La Penya va disputar la seva 5a temporada a la màxima categoria del bàsquet espanyol, acabant la competició en la quarta posició, dos lloc per sota de la plaça aconseguida la temporada anterior, en que van ser subcampions. Aquesta temporada també va participar en la Copa del Generalíssim.

## Resultats
Lliga espanyola
A la lliga espanyola finalitza en la quarta posició de 12 equips participants. En 22 partits disputats va obtenir un bagatge de 14 victòries i 8 derrotes, amb 1.261 punts a favor i 1.161 en contra (+100).
Copa del Generalíssim
En aquesta edició de la Copa del Generalíssim el Joventut va quedar eliminat a quarts de final a mans del RCD Espanyol, en el partit corresponent de la fase final disputada a Bilbao.
Altres competicions
La Penya va perdre la final del Trofeu Joan Antoni Samaranch davant l'Orillo Verde per 55-54.

## Plantilla
La plantilla del Joventut aquesta temporada va ser la següent:
| Club Joventut Badalona: plantilla 1960-61 |
| Jugadors                                  |
| Josep Brunet                              |
| Joaquim Ballester                         |
| Artur Auladell                            |
| Amador Rojas                              |
| Francesc Carbonell                        |
| Carlos Torrents                           |
| Ferrer                                    |
| Girona                                    |
| Andrés                                    |
| Enric Utrillas                            |
| Entrenador                                |
| Josep Grau Mas                            |